# Мамедов, Фазиль Асад оглы
Фазиль Асад оглы Мамедов (азерб. Fazil Әsәd oğlu Mәmmәdov; 28 марта 1964, Шамкир — 4 ноября 2022, Турция) — азербайджанский политический деятель, Первый министр налогов Азербайджанской Республики в 2000—2017 гг, советник государственной налоговой службы I класса, Президент Федерации хоккея на траве Азербайджана в 2001—2015, Президент Федерации Борьбы Азербайджана в 2007—2018, Президент Федерации велосипедного спорта Азербайджана в 2011—2021.

## Биография
Фазиль Асад оглы Мамедов родился 28 марта 1964 года в Шамахинском районе в семье чиновника. В 1980 году окончил среднюю школу № 5 имени Дж. Джабраилбейли Шамахинского района с образцовым поведением и отличными оценками. В 1985 году окончил Азербайджанский институт народного хозяйства имени Д. Буньядзаде по специальности «Финансы и кредит».
В 1985—1987 годах проходил военную службу в Украине. За время прохождения военной службы был награждён знаком «За отличие в военной службе».
Ветеран Чернобольской трагедии. В 1986 году добровольно участвовал при ликвидации последствий страшной аварии на Чернобыльской АЭС под Киевом. При выполнение важных государственных задач за проявленное высокое мужество и самоотверженность был награждён орденом Чернобыльского Союза Украины «Чернобыльский Крест: мужественный, почетный, гуманист».
4 ноября 2022 года он умер от почечной недостаточности в больнице, где лечился, в Стамбуле, Турция. Похоронен на Ясамальском кладбище 5 ноября 2022 года.
Он женат и имеет 3 детей.

### Карьера
В 1987—1989 годах работал экономистом, кассовым управляющим в Промышленно-строительном банке в Гяндже и экономистом Операционного отдела Бакинского Промышленно-строительного банка. С 1989 по 1993 год работал преподавателем, заведующим кафедрой в Финансово-кредитном техникуме. В 1993 году был избран председателем Совета директоров Коммерческого банка «Унсал». В 1994 году работал начальником Шамкирского филиала Аграрно-промышленного Банка. В 1995—1999 годах работал заместителем начальника и начальником Главного управления финансово-тарифного и валютного контроля Государственного таможенного комитета, а также заместителем председателя Таможенного комитета по данному направлению.
20 июня 1999 года Указом Президента Азербайджанской Республики Гейдара Алиева был назначен начальником Главной государственной налоговой инспекции. 11 февраля 2000 года Указом Президента Азербайджанской Республики Гейдара Алиева было создано Министерство налогов Азербайджанской Республики, и Фазиль Асад оглы Мамедов был назначен первым министром налогов Азербайджанской Республики. Он занимал эту должность до 5 декабря 2017 года.
Распоряжением Президента Азербайджанской Республики Ильхама Алиева от 9-го февраля 2015 года ему присвоен специальный чин советника государственной налоговой службы 1 ранга.
29 июня 2015 года Указом Президента Азербайджанской Республики Ильхама Алиева за высокие достижения на I Европейских играх и большие заслуги в развитии азербайджанского спорта награждён «Орденом Славы».
15 января 2016 года приказом министра обороны ему присвоено воинское звание полковника запаса.
В 2001—2015 годах был президентом Федерации хоккея на траве Азербайджана.
В 2007—2018 годах был президентом Федерации борьбы Азербайджана.
В 2011—2021 годах был президентом Федерации велосипедного спорта Азербайджана.

## Награды и звания
- 18 ноября 2005 года награждён юбилейной медалью Исполнительного комитета Азербайджанской Конфедерации Профсоюзов Азербайджана за заслуги в профсоюзном движении.
- 30 января 2006 года Государственным таможенным комитетом Азербайджанской Республики награждён нагрудным значком «За укрепление таможенного сотрудничества».
- 30 июня 2008 года Министерством внутренних дел Азербайджанской Республики награждён юбилейной медалью «90-летие Азербайджанской Полиции».
- 26 сентября 2008 года прокуратурой Азербайджанской Республики награждён памятной медалью «90-летие прокуратуры Азербайджанской Республики».
- 20 ноября 2008 года Министерством юстиции Азербайджанской Республики награждён памятной медалью «90-летие юстиции Азербайджана».
- 26 марта 2009 года Министерством национальной безопасности Азербайджанской Республики награждён юбилейной медалью «90-летие (1919—2009) органов национальной безопасности Азербайджанской Республики»
- 17 августа 2009 года Государственной пограничной службой Азербайджанской Республики награждён юбилейной медалью «90-летие (1919—2009) Пограничной охраны Азербайджанской Республики»
- 20 сентября 2009 года за заслуги в развитии нефтегазовой отрасли Азербайджанской Республики награждён памятной медалью SOCAR «Контракт века — 15 лет»
- 11 февраля 2010 года Министерством налогов Азербайджанской Республики награждён юбилейной медалью «10-летие (2000—2010) Министерства налогов Азербайджанской Республики».
- 26 января 2012 года Государственным таможенным комитетом Азербайджанской Республики награждён юбилейной медалью «20-летие (1992—2012) Государственного таможенного комитета Азербайджанской Республики»
- 8 февраля 2013 года награждён юбилейным нагрудным значком Исполнительного Комитета Азербайджанской Конфедерации Профсоюзов Азербайджана за заслуги в профсоюзном движении «АКПА — 20 ЛЕТ»
- 25 июня 2013 года Министерством внутренних дел Азербайджанской Республики награждён юбилейной медалью «95-летие (1918—2013) Азербайджанской полиции» .
- 14 марта 2014 года Министерством национальной безопасности Азербайджанской Республики награждён юбилейной медалью «95-летие (1919—2014) органов национальной безопасности Азербайджанской Республики»
- 12 января 2017 года Государственным таможенным комитетом Азербайджанской Республики награждён юбилейной медалью «25-летие (1992—2017) Государственного таможенного комитета Азербайджанской Республики»
- 17 марта 2017 года Государственной миграционной службой Азербайджанской Республики награждён юбилейной медалью «10-летие (2007—2017) Государственной миграционной службы Азербайджанской Республики»
- 6 сентября 2002 года Государственной налоговой администрацией Украины награждён орденом «Святого Георгия Победоносца с Золотым Мечом» 4 степени
- 1 ноября 2003 года Государственной налоговой администрацией Украины награждён нагрудным знаком «Почетное имя ГНА Украины»
- 26 января 2005 года Чернобыльским Союзом Украины награждён орденом серии ВГО «Чернобыльский Крест: мужественный, почетный, гуманист».
- 13 ноября 2008 года Государственной налоговой администрацией Украины награждён нагрудным знаком «За помощь налоговым органам»
- В 2008 году Международной Федерацией Борьбы был награждён за заслуги в развитии видов борьбы.
- 12 апреля 2010 года Комитетом Общественных Наград Российской Федерации награждён Орденом к 65-летию Победы.
- 29 июня 2015 года награждён «Орденом Славы» Президента Азербайджанской Республики Ильхама Алиева за высокие достижения на I Европейских играх и большие заслуги в развитии азербайджанского спорта.[10]
- 20 сентября 2016 года за заслуги в укреплении и развитии налоговых служб в странах СНГ Исполнительным Комитетом стран СНГ награждён «Почетной грамотой»
- 7 октября 2016 года Государственным комитетом доходов Министерства финансов Казахстана награждён «Юбилейной медалью Комитета доходов»
- Награждён медалью Бакинского Фонда Наследия Нобеля.